# Synagoge (Bad Buchau)

Postkarte von Bad Buchau (vor 1906), vorne die Synagoge

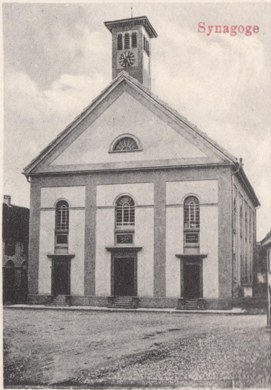
Ausschnitt aus einer Postkarte (vor 1911)

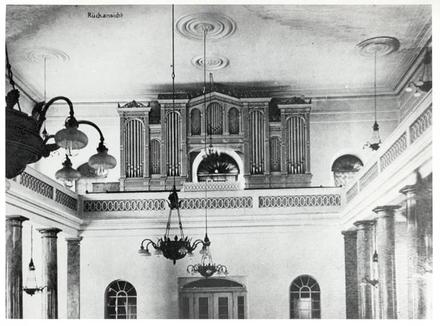
Innenansicht mit Orgel der Synagoge Bad Buchau (vor 1938), Foto beim Landesarchiv Baden-Württemberg

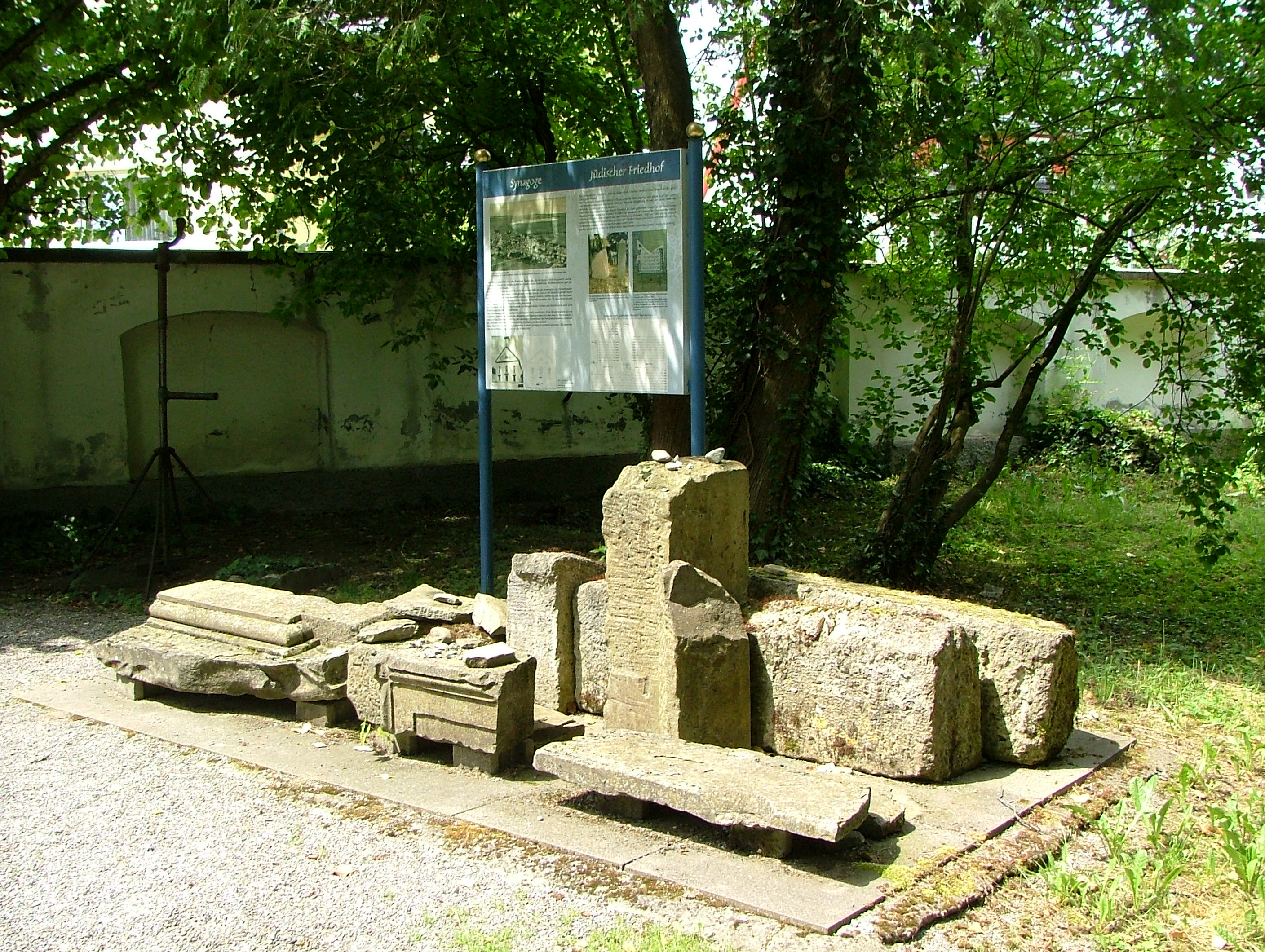
Reste der zerstörten Synagoge auf dem jüdischen Friedhof in Bad Buchau

Die ehemalige Synagoge in Bad Buchau im Landkreis Biberach in Oberschwaben wurde 1838/39 errichtet und in der Zeit des Nationalsozialismus 1938 zerstört.

## Geschichte
Der älteste jüdische Betsaal auf dem damaligen Territorium des freiweltlichen Damenstifts Buchau bestand bereits im 15. Jahrhundert. Ein späterer Betsaal war im oberen Stock des Hauses Schussenrieder Straße 6 und der letzte vor dem Bau der ersten Synagoge genutzte Betsaal war im Gebäude Judengasse 6. Dort ist heute noch im zweiten Stockwerk ein Zimmer erhalten, das eine mit Blumen bemalte Kassettendecke mit beweglichen Feldern hat, die am Laubhüttenfest geöffnet wurden.
1730/31 wurde am Eingang der Judengasse/Ecke Schussenrieder Straße die erste Synagoge in Buchau errichtet. In den 1830er Jahren erwies sich diese Synagoge als zu klein, denn nun hatte die Jüdische Gemeinde Bad Buchau bereits etwa 600 Mitglieder. Sie war zu dieser Zeit die größte jüdische Gemeinde im Königreich Württemberg. Ab 1838 wurde der Neubau nach den Plänen des Buchauer Werkmeisters Alex Bauer in der Schussenrieder Straße 17 ausgeführt. Die Baukosten betrugen 23.092 Gulden, wobei auch der württembergische König, der Fürst von Thurn und Taxis und Herr von Rothschild aus Frankfurt Geld stifteten. Am 30. August 1839 wurde die Synagoge in Anwesenheit des württembergischen Königs Wilhelm I. vom damaligen Rabbiner Moses Bloch eingeweiht.
Die Synagoge in Buchau wurde auch von Juden aus Leutkirch im Allgäu, Ravensburg, Riedlingen, Saulgau und Wangen im Allgäu genutzt.

### Architektur und Ausstattung
Die neue Synagoge wurde durchgehend im neoklassizistischen Stil erbaut. Die Hauptfassade besaß drei Portale, über denen sich Rundbogenfenster befanden. In der Mitte des Giebeldreiecks war ein Halbkreisfenster und auf dem Dach war, für eine Synagoge ungewöhnlich, ein Dachreiter mit Glocke, Glockenspiel und Uhr aufgesetzt. Dies führte zu heftigen Kontroversen innerhalb der jüdischen Gemeinde. Neben der Synagoge von Buchau gibt es Synagogen mit Glocken nur noch in Rom und in Gibraltar.
Im Jahre 1864 wurde zum Preis von 3.200 Gulden eine Orgel mit 20 klingenden Registern eingebaut. Um den Bau der Orgel zu ermöglichen, hatte seit 1846 jeder, der zur Toralesung aufgerufen wurde, eine freiwillige Spende geben sollen. Das Instrument war ein Werk des Orgelbauers Christoph Ludwig Goll aus Kirchheim unter Teck, der zehn Jahre später auch die Orgel der Synagoge in Ulm bauen würde. Gleichzeitig mit dem Orgeleinbau wurde ein Synagogenchor gegründet. Um 1903 erfolgte ein Umbau des Instruments durch die Firma Gebr. Späth Orgelbau.
Über den Eingängen zur Synagoge stand auf Hebräisch und deutsch folgende Inschrift: Lobet Gott in seinem Heiligtum (Psalm 150,1).

### Novemberpogrom 1938
In der Pogromnacht am 9./10. November 1938 wurde die Synagoge von SA-Männern aus Ochsenhausen angezündet. Das Feuer wurde von der örtlichen Feuerwehr und der Bevölkerung gelöscht. In der Nacht vom 10. auf den 11. November 1938 wurde nochmals Feuer gelegt und dieses Mal durfte die Feuerwehr nur die umliegenden Häuser schützen. Am 18. November 1938 sprengten Ulmer Wehrmachtspioniere die Ruine. Die Kosten der Sprengung in Höhe von 6000 Reichsmark musste die jüdische Gemeinde bezahlen.
Im März 1948 verurteilte das Landgericht Ravensburg den SA-Führer und NSDAP-Reichstagsabgeordneten Erich Hagenmeyer wegen der Zerstörung der Synagoge zu viereinhalb Jahren Zuchthaus.

### Gedenken
Nach 1945 erwarb Siegbert Einstein, ein Großneffe von Albert Einstein, den Platz und pflanzte an der Stelle, an der der Toraschrein gestanden hatte, eine Trauerweide. 1981 wurde ein Gedenkstein aufgestellt und 1990 eine Gedenktafel zur Erinnerung an die jüdische Gemeinde eingeweiht.

### Rabbiner von Buchau
- Moses Bloch (1804–1841), Rabbiner von 1834 bis 1841